# Mario Kalčić
Mario (Marijan) Kalčić (Regulići kraj Barbana, 24. kolovoza 1934. – Pula, 15. srpnja 1986.), hrvatski esejist i publicist, hrvatski proljećar, zastupnik u Saveznoj skupštini.

## Životopis
Rođen u Regulićima kraj Barbana. Gimnaziju završio u Puli, potom diplomirao jugosl. književnosti na Filozofskom fakultetu u Zadru. Profesor u Veloj Luci i na Pedagoškom fakultetu u Puli, potom prosvjetni savjetnik općine Labin i ravnatelj Radničkoga sveučilišta, ravnatelj Općinske knjižnice i čitaonice u Puli, gl. i odgovorni urednik riječkoga časopisa Dometi (1972. – 74.) i pulske Istre (1974. – 83.), gl. urednik pulske Istarske naklade te od 1983. do smrti ravnatelj Naučne biblioteke (danas Sveučilišna knjižnica) u Puli. God. 1969. imenovan je zastupnikom Istre u Kulturno-prosvjetnom vijeću Savezne skupštine SFRJ. Politički obilježen nakon Hrvatskoga proljeća. Bio je jedan od osnivača i, uz Z. Črnju, najzaslužniji aktivist Čakavskoga sabora: začetnik njegovih programa i akcija, urednik izdanja i gl. tajnik od 1983. Također je bio među pokretačima izdanja Istra kroz stoljeća te urednik i priređivač pojedinih naslova. Uređivao je i zbornike Čakavskoga sabora. U književnosti se predstavio 1950-ih tekstovima u Istarskom borcu i kao predsjednik istoimenoga literarnoga kluba. Pisao je zavičajno angažirano, na tragu prožimanja zavičajnih i nac. kulturnih vrijednosti, tj. afirmacije istarskog, a ne samo dijalektalnog, u domovinskom kontekstu. Posebno se izdvajaju ogledi o djelu Mate Balote: Dimenzije čakavštine Dragog kamena (1969.) i Mate Balota (1979.), a njegova je djela priređivao i napisao pogovore dvama izdanjima Dragoga kamena (1971. i 1972). Sastavio je i predgovorom popratio Istarsku korabljicu (1972.). Pisao je o književniku Mirku Božiću, slikaru Renatu Percanu, glagoljici i glagoljaštvu, o mnogim istar. krajevima, kult. životu Pule, knjižnicama i knjižničarstvu i dr. Zauzima osobito zaslužno mjesto u kult. povijesti Istre druge pol. 20. st., a njegovom je osobom i radom nadahnut roman Stjepana Vukušića Zvijezde nad Gočanom (2003).
Lit.: Z. Črnja, Cvrčci u središtu svijeta, u: Četrdeset godina poslije, Opatija – Beograd 1988; S. Kapuralin, Mario Kalčić (1934–1986), Vjesnik bibliotekara Hrvatske, 1986, 1–4; M. Bertoša, Mariju Kalčiću – in memoriam (1934–1986), Istra, 1986, 5; M. Rakovac, Naši mrtvi, Jurina i Franina, 1990.